# 黒須純一郎
黒須 純一郎（くろす じゅんいちろう、1947年‐　）は、日本の経済学者、明海大学経済学部名誉教授、中央大学経済研究所客員研究員。専攻は社会思想史、経済思想史。

## 来歴
東京生まれ。1970年中央大学経済学部卒業。79年同大学院経済学研究科博士課程満期退学。82年「19世紀イタリア社会思想史研究 リソルジメント民主派の思想と行動」で中大経済学博士。95－96年ミラノ大学で学ぶ。

## 著書
- 『イタリア社会思想史 リソルジメント民主派の思想と行動』御茶の水書房 1997
- 『ポイント経済学 社会思想史』学文社 1998
- 『フランチェスコ・フェッラーラの経済的自由主義』一橋大学社会科学古典資料センター 2003
- 『日常生活の漱石』中央大学出版部 2008
- 『中流階級の経済学』北樹出版 2009
- 『帝国海軍始末記 No More貧国強兵』御茶の水書房 2012
- 『チェーザレ・ベッカリーア研究 『犯罪と刑罰』・『公共経済学』と啓蒙の実践』御茶の水書房 2013

## 参考
- セブンネット